# ماري مارسي
ماري مارسي (بالإنجليزية: Mary Marcy)‏ هي صحفية أمريكية، ولدت في 8 مايو 1877 في بلفيل في الولايات المتحدة، وتوفيت في 8 ديسمبر 1922.